# 裁判員法廷
『裁判員法廷』（さいばんいんほうてい）は、芦辺拓による日本の連作推理小説。

## 概要
2009年に導入される裁判員制度をいち早く小説の題材として取り上げた作品であり、あとがきでも作者が「おそらく本邦初」と語っている。裁判の開始から弁護士と検事の応酬など、制度に細かく触れながら、読者である“あなた”の目線で物語は進む。
『オール讀物』（文藝春秋）2006年4月号に掲載された「審理」と、『J-novel』（同）2006年10月号・11月号に掲載された「評議」、書き下ろしの「自白」から成る。雑誌掲載時のタイトルは「裁判員法廷二〇〇九」。
2009年にはテレビ朝日系列『土曜ワイド劇場』でテレビドラマ化され、中村梅雀が森江を演じる。
制度の導入が決定する前の1998年に作者は、陪審員制度が導入されると仮定して執筆された作品『十三番目の陪審員』を刊行している。

## 主要登場人物
森江春策（もりえ しゅんさく）
刑事事件専門の弁護士。一見頼りなさそうな、威厳とは無縁な風体と物腰。
菊園綾子（きくぞの あやこ）
3件の事件を担当する検察官。20代にも見える小柄で華奢な女性。森江のふわふわとした態度に苛々させられる。
あなた
裁判所から呼び出し状を受け、戸惑いながらも赴く。3作とも“あなた”だが、それぞれ別人の設定。
藤巻脩吾（ふじまき しゅうご）
裁判長。ロマンス・グレーの温厚そうな紳士。
玉村君枝（たまむら きみえ）
右陪席判事。40歳前後。
青井涼太（あおい りょうた）
左陪席判事補。
新島ともか（にいじま ともか）
森江法律事務所の秘書兼助手。

## 各話あらすじ

### 審理
コンサルティング会社社長の殺人事件。現場で発見されたサバイバルナイフは、被告人・有賀が威嚇のために持参した自分のものであることを認めている。柄からは有賀の指紋が、刃からは被害者の血液が検出された。しかし、有賀の弁護人・森江は無罪を主張する。
有賀誠彦（ありが まさひこ）
殺人事件の被告人。
鷺坂太一（さぎさか たいち）
IKビルでコンサルティング会社・鷺坂コンサルティングのオーナー。何者かに殺害される。コンサルタント業の裏で様々な不正行為を働いていた。
磐田隆平（いわた りゅうへい）
検察側証人。鷺坂コンサルティングの向かいの一室でアンティーク・ショップを営んでいた。役所を退職後、趣味だった骨董を扱う仕事を始めた60代の男性。
菱山治（ひしやま おさむ）
検察側証人。捜査を担当した所轄警察署の警部補。
伍島久郎（ごじま ひさお）
検察側証人。被害者の司法解剖をした法医学者。
村内乃梨（むらうち のり）
弁護側証人。20代のOL。IKビルと路地を挟んで背中合わせになっているビルに勤めていた。会社からは鷺坂コンサルティングがよく見えたと言う。
祐天光弘（ゆうてん みつひろ）
弁護側証人。31歳。自称・トラブルシューター。鷺坂とはパートナーのような関係だった。遺体の第一発見者であり通報者。

### 評議
ある男性の死亡事件の法廷。弁護側最後の証人が出廷しないまま、裁判は評議へと移る。職業裁判官3名と1人の裁判員以外はまだ有罪と判断を下せない。“あなた”たち裁判員は、森江の意志を汲み、不在の証人が法廷で何を語る予定だったかを勘案していく、まるでミステリーもののドラマのように。
福中郁代（ふくなか いくよ）
裁判員。40代半ば。主婦。
野々内信人（ののうち のぶと）
裁判員。30代後半。美術教師。
浅葉理佳（あさば りか）
裁判員。OL。裁判員の中では最年少。
音川洋彦（おとかわ ひろひこ）
裁判員。無職。
佐橋薫（さはし かおる）
裁判員。30代半ば。私立病院の勤務医。
平戸澪（ひらと みお）
被告人。20代。鱚浦のマンションから出てくる姿が監視カメラに残っていた。幼い頃からの親友が鱚浦のせいで亡くなり、恨んでいた。
鱚浦治朗（きすうら じろう）
被害者。41歳。父親が土地持ちで、無職でありながら高層マンションの最上階のペントハウスを自宅にしていた。前科あり。
沢尻晋（さわじり すすむ）
被害者の取り巻き。遺体が発見された日に、部屋に来るように呼ばれていた。
楢島喬次（ならしま きょうじ）
検察側証人。鱚浦が時々訪れていたバーのバーテンダー。

### 自白
検察官が読み上げた公訴事実を全て認め、自分は有罪だと主張する被告人。しかし、彼の無実を信じる友人らのカンパによって雇われた弁護人・森江は、“真実を追求する立場から”彼の無罪を主張すると言う。被告人と弁護人が真っ向から対立するという異様な状況はどのように展開するのか。
桐石響樹（きりいし ひびき）
被告人。体格は立派だが、気弱そうな物腰。藁山を殺した、自分は有罪だと主張する。
藁山花俊（わらやま はなとし）
被害者。文芸ブローカーのような仕事をしていた。
朝浜高弥（あさはま たかや）
検察側証人。30代のひょろりとした男。自称・藁山の門下生。
千家江礼禰（せんけ エレーネ）
検察側証人。デザイナー兼画家。
来栖綴（くるす つづる）
検察側証人。高校2年生。女子高生。藁山の遺体の第一発見者。
豊幌元雄（とよほろ もとお）
検察側証人。元出版社社員。通報者。

## テレビドラマ
原作の内、書き下ろしの「自白」を基としている。

### 主な変更点
- 森江と菊園が司法修習の同期という設定になっている。
- 森江の助手が町田澄代というおばさんになっている。
- 新島ともかが派遣社員で、裁判員の1人として登場、裁判終了後に森江法律事務所に転職する。